# جورج هورفاث
جورج هورفاث (بالسويدية: George Horvath)‏ هو متسابق خماسي حديث سويدي، ولد في 14 مارس 1960 في داندريد ‏ في السويد.

## وصلات خارجية
- جورج هورفاث على موقع أوليمبيديا (الإنجليزية)
- جورج هورفاث على موقع اللجنة الأولمبية السويدية (السويدية)